# Ruxandră Nedelcu
Ruxandră Nedelcu (ur. 30 listopada 1984 w Braszowie) – rumuńska narciarka dowolna, specjalizująca się w skicrossie, olimpijka (2010).
W marcu 2008 roku wystąpiła w zawodach Pucharu Europy, zajmując 16. miejsce w Sierra Nevada oraz 10. i 4. miejsce w Horním Mísečkym. W styczniu 2009 roku w St. Johann in Tirol zadebiutowała w zawodach Pucharu Świata, zajmując 41. miejsce. W lutym tego roku w ośrodku Cypress Mountain w Vancouver zdobyła pierwsze punkty do klasyfikacji generalnej, plasując się na 27. miejscu. W marcu wystąpiła na mistrzostwach świata w Inawashiro i zajęła 28. miejsce w skicrossie. W klasyfikacji generalnej Pucharu Świata 2008/2009 zajęła 161. miejsce, a w klasyfikacji skicrossu była 54.
W sezonie 2009/2010 również startowała w zawodach Pucharu Świata. Raz zajęła miejsce w pierwszej trzydziestce, które premiowane było punktami do klasyfikacji generalnej. Dokonała tego 5 stycznia w St. Johann in Tirol, kiedy była 26. W klasyfikacji na koniec sezonu zajęła 136. miejsce w narciarstwie dowolnym i 54. w skicrossie.
W lutym 2010 roku wystąpiła na igrzyskach olimpijskich w Vancouver. Została w ten sposób pierwszą reprezentantką Rumunii w narciarstwie dowolnym, która wzięła udział w rywalizacji olimpijskiej. W zawodach swój udział zakończyła na kwalifikacjach, w których zajęła 33. miejsce w gronie 35 zawodniczek.